# Barka sakralna

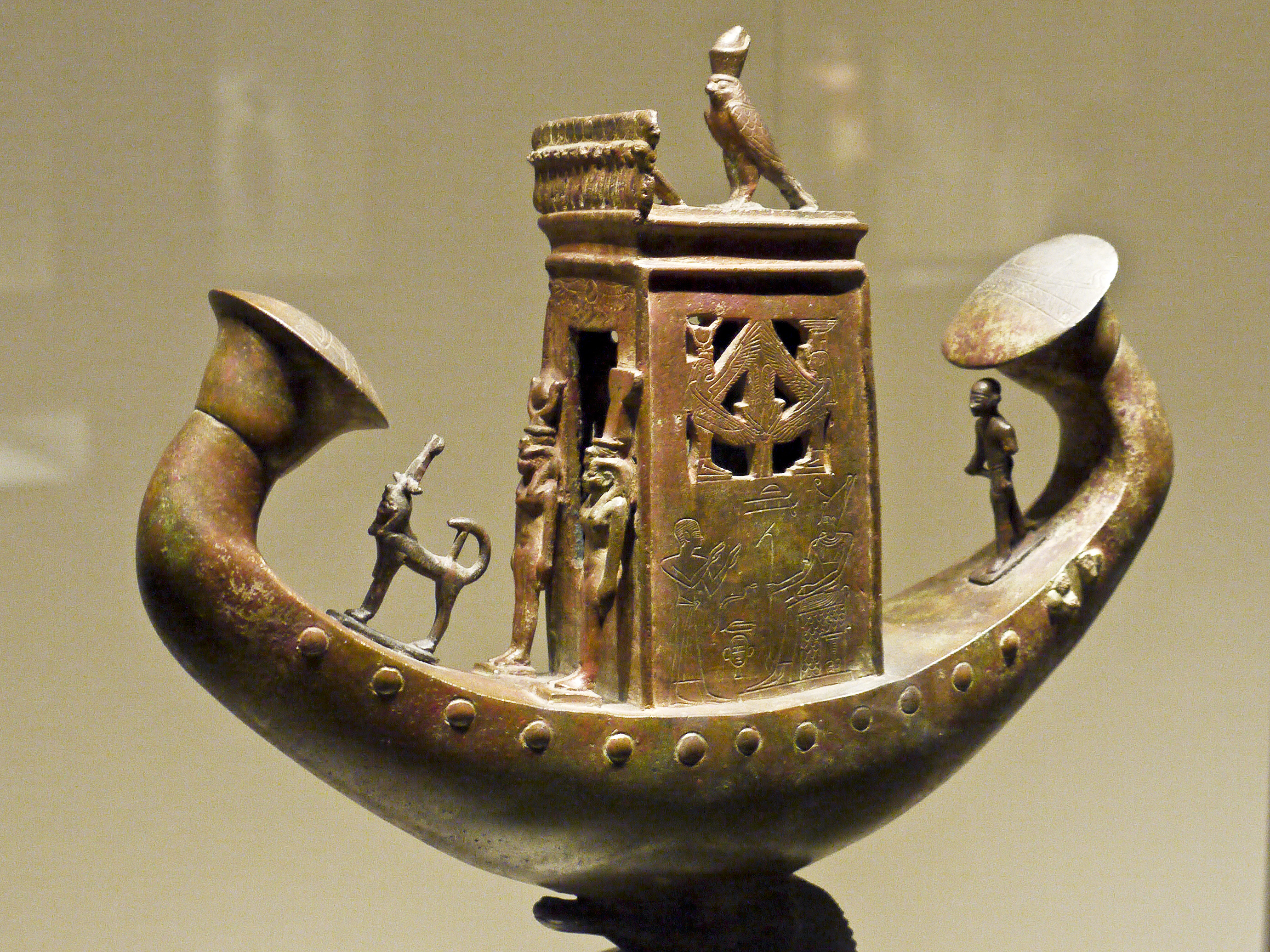
Wyobrażenie barki bóstwa z czasów XXX dynastii (brąz, IV w. p.n.e.)

Barka sakralna (kultowa, święta barka) – w starożytnym Egipcie przeznaczony dla bóstwa model łodzi przechowywany w świątyni i używany w celach kultowych.
Nil jako życiodajny szlak wodny odgrywał w codziennym życiu Egipcjan tak doniosłą rolę, że do świata mitów oraz rytuałów religijnych przeniesiono nawet wodny środek transportu – łódź rzeczną (barkę), która tam zastąpiła obecny u innych wóz (rydwan) kultowy. 
Statki te kształtem ogólnie odpowiadały łodziom używanym na Nilu, mając zamiast krytej kajuty naos mieszczący posąg bóstwa. Dziób i rufę zdobiły podobizny głowy boga lub poświęconego mu zwierzęcia. W obrzędowej procesji barka z reguły noszona była na ramionach przez kapłanów w naśladowaniu niebiańskiej wędrówki bóstwa.
W powszechnych wierzeniach powiązano z nią jako dawcę życia również Słońce wędrujące po nieboskłonie w dwóch barkach (dziennej i nocnej). Odniesienie to dotyczyło nie tylko słonecznego boga Amona-Ra, lecz także innych bóstw, uznawanych za życiodajne, a wyposażanych w drewniane łodzie przechowywane w ich świątyniach i używane podczas obrzędów kultowych.  Wyróżniającymi nazwami własnymi określano barki Chonsu, Mina, Atuma (henhenu), Ozyrysa (neszmet i uret), Ra i Sokarisa (henu) i Hathor.

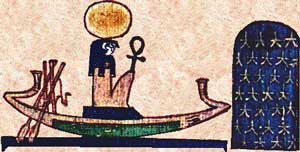
Słoneczna barka Ra (scena z papirusu)

Istotnym elementem kultu solarnego była barka Ra, która np. zmarłemu władcy umożliwiała połączenie się tam z samym bóstwem dla uzyskania nieśmiertelności i zapewnienia w niebiosach faraonowi kontynuacji w postaci tzw. solarnego żywota. Najpewniej ta właśnie idea legła u podstaw zwyczaju grzebania koło grobowców (m.in.obok piramid) wielkich drewnianych barek.
Poza kultem solarnym sakralna barka (neszmet) należała do istotnych elementów kultu ozyriackiego: podczas dorocznego święta Ozyrys wyruszał nią w podróż, by powrócić jako zmartwychwstały. Pośmiertne uczestniczenie w tym rytuale należało do obowiązku każdego Egipcjanina pragnącego osiągnąć nieśmiertelność. Odnosiło się to również do faraona, który zgodnie z pośmiertnym rytuałem udawał się świętą barką do Abydos dla połączenia się z Ozyrysem.